# Molezon
Molezon este o comună în departamentul Lozère din sudul Franței. În 2009 avea o populație de 99 de locuitori.

## Demografie
| An        | 1975 | 1982 | 1990 | 1999 | 2006 | 2009 |
| --------- | ---- | ---- | ---- | ---- | ---- | ---- |
| Populație | 76   | 86   | 63   | 85   | 115  | 99   |